# Lepidosaphes abdominalis
Lepidosaphes abdominalis är en insektsart som beskrevs av Sadao Takagi 1960. Lepidosaphes abdominalis ingår i släktet Lepidosaphes och familjen pansarsköldlöss. Inga underarter finns listade i Catalogue of Life.